# Associazione Calcio Monza 1929-1930
Questa voce raccoglie le informazioni riguardanti l'Associazione Calcio Monza nelle competizioni ufficiali della stagione 1929-1930.

## Stagione
Il Fascio di Monza cambia la Presidenza del club: a Ernesto Crippa subentra l'avvocato Gaetano Ciceri, importante dottore commercialista del centro città. 
Il portiere Angelo Piffarerio è lasciato libero e al sul posto di titolare subentra il giovane Giulio Sironi. In attacco rientra dal Novara Angelo Ferraris. Si conferma con 5 reti Pietro Lorenzini, ma i migliori realizzatori di stagione risulteranno con 8 centri a testa Carlo Rossi e Carlo Villa.
Il 23 gennaio 1930 viene programmata una amichevole di lusso al Campo di via Ghilini, davanti ad un pubblico strabocchevole. La compagine monzese affrontò la nazionale azzurra di Vittorio Pozzo, arbitrata dall'arbitro Vittorio Callegari di Voghera. La Nazionale ha battuto il Monza 6-0, con quattro reti di Marcello Mihalić ed una a testa di Attila Sallustro e "Mumo" Orsi.

## Organigramma societario
Area direttiva
- Presidente: avv. Gaetano Ciceri[1]

Area organizzativa
- Segretario: ???

Commissione tecnica
- Componenti: Gaetano Ciceri ed Ettore Reynaudi (capitano della squadra)[2]

## Rosa
| N. |                   | Ruolo | Calciatore         |
| -- | ----------------- | ----- | ------------------ |
|    | Italia (bandiera) | A     | Giovanni Arosio    |
|    | Italia (bandiera) | C     | Enea Barbaini      |
|    | Italia (bandiera) | A     | Alfredo Barera     |
|    | Italia (bandiera) | D     | Giacomo Bosco      |
|    | Italia (bandiera) | C     | Enrico Colombo (I) |
|    | Italia (bandiera) | D     | Luigi Colombo (II) |
|    | Italia (bandiera) | C     | Edmondo Corradi    |
|    | Italia (bandiera) | A     | Angelo Ferraris    |
|    | Italia (bandiera) | A     | Pietro Lorenzini   |
|    | Italia (bandiera) | D     | Adriano Meschia    |
|    | Italia (bandiera) | A     | Giuseppe Micucci   |
|    | Italia (bandiera) | A     | Giovanni Pestarini |

| N. |                   | Ruolo | Calciatore         |
| -- | ----------------- | ----- | ------------------ |
|    | Italia (bandiera) | P     | Angelo Piffarerio  |
|    | Italia (bandiera) | A     | Ettore Reynaudi    |
|    | Italia (bandiera) | A     | Emilio Riva (II)   |
|    | Italia (bandiera) | C     | Mario Riva (I)     |
|    | Italia (bandiera) | A     | Carlo Rossi        |
|    | Italia (bandiera) | A     | Carlo Rovelli      |
|    | Italia (bandiera) | P     | Giulio Sironi      |
|    | Italia (bandiera) | A     | Luigi Spialtini    |
|    | Italia (bandiera) | A     | Guido Valli        |
|    | Italia (bandiera) | A     | Carlo Villa (I)    |
|    | Italia (bandiera) | C     | Giacomo Villa (II) |

## Calciomercato
| Acquisti | Acquisti           | Acquisti | Acquisti   |
| R.       | Nome               | da       | Modalità   |
| -------- | ------------------ | -------- | ---------- |
| C        | Edmondo Corradi    | Breda    | definitivo |
| A        | Angelo Ferraris    | Novara   | definitivo |
| A        | Giuseppe Micucci   | ???      | libero     |
| A        | Giovanni Pestarini | Novara   | definitivo |

| Cessioni | Cessioni         | Cessioni | Cessioni        |
| R.       | Nome             | a        | Modalità        |
| -------- | ---------------- | -------- | --------------- |
| C        | Arturo Gariboldi | ???      | lasciato libero |
| A        | Mario Genzini    | ???      | lasciato libero |
| A        | Gennaro Mosca    | ???      | lasciato libero |

## Risultati

### Prima Divisione

#### Girone di andata
| Arbitro: | D'Alessandro (Vercelli) |

|                                    |           |                          |
| Colombo II 40’ Rossi 41’ Valli 80’ | Marcatori | 6’ Veroni 42’ Gambarotta |

| Arbitro: | Levrero (Genova) |

|                        |           |                |
| Ferrari 4’ Taverna 40’ | Marcatori | 19’, 26’ Valli |

| Arbitro: | Zorzi (Venezia) |

|                           |           |  |
| Chiusano 28’ Balbiani 46’ | Marcatori |  |

| Arbitro: | Sardi (Genova) |

|             |           |              |
| E. Riva 60’ | Marcatori | 37’ Marchini |

| Saronno 3 novembre 1929 5ª giornata | Saronno          | 0 – 0 | Monza | Campo di Via Milano\| Arbitro: \| Perani (Bergamo) \| |
| Arbitro:                            | Perani (Bergamo) |       |       |                                                       |

| Arbitro: | Pastorio (Vicenza) |

|             |           |                           |
| Villa I 60’ | Marcatori | 67’ Lietti 80’ Pedrazzini |

| Arbitro: | Rubinato (Venezia) |

|         |           |  |
| Zini 9’ | Marcatori |  |

| Arbitro: | Bo (Genova) |

|                 |           |                   |
| Della Torre 71’ | Marcatori | 9’, 84’ Lorenzini |

| Arbitro: | Varalda (Padova) |

|                                                                  |           |             |
| Rossi 17’ Colombo II 30’ (rig.) Lorenzini 47’ E. Riva 73’ (rig.) | Marcatori | 83’ Segagni |

| Arbitro: | Enrietti (Torino) |

|                          |           |  |
| Poggia 23’ Pontiggia 78’ | Marcatori |  |

| Vigevano 22 dicembre 1929 11ª giornata | GC Vigevanesi   | 0 – 0 | Monza | Stadio Comunale\| Arbitro: \| Scotto (Savona) \| |
| Arbitro:                               | Scotto (Savona) |       |       |                                                  |

| Arbitro: | Gazzola (Torino) |

|                                                 |           |                                        |
| Colombo II 7’, 46’ (rig.) Villa I 16’, 80’, 88’ | Marcatori | 25’ (rig.) 38’ Canevara 31’ Cappellini |

| Arbitro: | Ciamberlini (Genova) |

|             |           |                      |
| Novella 32’ | Marcatori | 51’ Arosio 67’ Villa |

| 19 gennaio 1930 14ª giornata |  | – Riposo |  |  |

| Arbitro: | Garbarino (Rapallo) |

|                                        |           |             |
| Rossi 7’, 77’ Arosio 19’ Lorenzini 25’ | Marcatori | 62’ Voltini |

#### Girone di ritorno
| Arbitro: | Parodi (Genova) |

|                                         |           |  |
| Cresta 22’ Denari 69’, 75’ Mandosso 85’ | Marcatori |  |

| Monza 23 febbraio 1930 17ª giornata | Monza             | 0 – 0 | Derthona | Campo di via Ghilini\| Arbitro: \| Bonello (Venezia) \| |
| Arbitro:                            | Bonello (Venezia) |       |          |                                                         |

| Monza 2 marzo 1930 18ª giornata | Monza            | 0 – 0 | Seregno | Campo di via Ghilini\| Arbitro: \| Varalda (Padova) \| |
| Arbitro:                        | Varalda (Padova) |       |         |                                                        |

| Arbitro: | Mazza (Genova) |

|                |           |           |
| Arcari III 43’ | Marcatori | 67’ Rossi |

| Arbitro: | Zaffiri (Genova) |

|                                    |           |  |
| E. Riva 8’ (rig.) Villa I 35’, 73’ | Marcatori |  |

| Arbitro: | Canetta (Alessandria) |

|             |           |             |
| Moretti 16’ | Marcatori | 43’ Villa I |

| Arbitro: | Squarza (Reggio Emilia) |

|                      |           |              |
| Rossi 60’ Arosio 70’ | Marcatori | 22’ Pigorini |

| Arbitro: | Mazza (Genova) |

|           |           |                                 |
| Rossi 44’ | Marcatori | 3’ Monti 30’ (rig.) Pasqualetto |

| Pavia 20 aprile 1930 24ª giornata | Pavia                | 0 – 0 | Monza | Campo del Littorio\| Arbitro: \| Ciamberlini (Genova) \| |
| Arbitro:                          | Ciamberlini (Genova) |       |       |                                                          |

| Arbitro: | Sansoni (Venezia) |

|                |           |  |
| Colombo II 38’ | Marcatori |  |

| Arbitro: | Actis (Vercelli) |

|                                 |           |                       |
| Rossi 35’ Colombo II 71’ (rig.) | Marcatori | 44’ (aut.) Colombo II |

| Arbitro: | Zorzi (Venezia) |

|             |           |  |
| Biasini 48’ | Marcatori |  |

| Arbitro: | Cardani (La Spezia) |

|                                |           |  |
| Ferraris 6’, 34’ Lorenzini 67’ | Marcatori |  |

| 1º giugno 1930 29ª giornata |  | – Riposo |  |  |

| Arbitro: | Ciamberlini (Genova) |

|                                                 |           |            |
| Manenti 4’ Moretti II 9’, 20’, 28’ Livraghi 74’ | Marcatori | 79’ Arosio |

## Statistiche

### Statistiche di squadra
| Competizione    | Punti | In casa | In casa | In casa | In casa | In casa | In casa | In trasferta | In trasferta | In trasferta | In trasferta | In trasferta | In trasferta | Totale | Totale | Totale | Totale | Totale | Totale | DR |
| Competizione    | Punti | G       | V       | N       | P       | Gf      | Gs      | G            | V            | N            | P            | Gf           | Gs           | G      | V      | N      | P      | Gf     | Gs     | DR |
| --------------- | ----- | ------- | ------- | ------- | ------- | ------- | ------- | ------------ | ------------ | ------------ | ------------ | ------------ | ------------ | ------ | ------ | ------ | ------ | ------ | ------ | -- |
| Prima Divisione | 31    | 14      | 9       | 3       | 2       | 30      | 14      | 14           | 2            | 6            | 6            | 9            | 21           | 28     | 11     | 9      | 8      | 39     | 35     | +4 |

### Statistiche dei giocatori
| Giocatore       | Prima Divisione | Prima Divisione |
| Giocatore       | Presenze        | Reti            |
| --------------- | --------------- | --------------- |
| G. Arosio       | 16              | 4               |
| E. Barbaini     | 1               | 0               |
| A. Barera       | 1               | 0               |
| G. Bosco        | 26              | 0               |
| E. Colombo (I)  | 11              | 0               |
| L. Colombo (II) | 28              | 6               |
| E. Corradi      | 14              | 0               |
| A. Ferraris     | 5               | 2               |
| P. Lorenzini    | 26              | 5               |
| A. Meschia      | 20              | 0               |
| A. Micucci      | 1               | 0               |
| G. Pestarini    | 21              | 0               |
| A. Piffarerio   | 4               | -7              |
| E. Reynaudi     | 2               | 0               |
| M. Riva (I)     | 17              | 0               |
| E. Riva (II)    | 11              | 3               |
| C. Rossi        | 28              | 8               |
| C. Rovelli      | 3               | 0               |
| G. Sironi       | 24              | -28             |
| L. Spialtini    | 2               | 0               |
| G. Valli        | 21              | 3               |
| C. Villa (I)    | 21              | 8               |
| G. Villa (II)   | 8               | 0               |